# Reazione di Friedel-Crafts
La reazione di Friedel-Crafts è una reazione di sostituzione elettrofila con cui, su un anello aromatico, uno ione idrogeno viene sostituito da un carbocatione (reazione di Friedel-Crafts alchilica) o da uno ione acile (reazione di Friedel-Crafts acilica).
È una reazione che è stata messa a punto da Charles Friedel e James Crafts nel 1877 e ancora oggi riveste un'enorme importanza nella sintesi industriale di numerosi derivati del benzene e di altri composti aromatici.

## Reazione di Friedel-Crafts alchilica
Il benzene - o un suo derivato - reagisce con un carbocatione generato in situ o per reazione di un alogenuro alchilico con cloruro d'alluminio anidro o cloruro ferrico oppure per trattamento di un alchene con acidi.
La reazione dà un derivato alchilato del composto di partenza. Presenta due svantaggi; il primo è che il prodotto di reazione è più reattivo di quello di partenza nelle condizioni di reazione, pertanto può subire alchilazioni multiple esso stesso; il secondo è che i carbocationi possono dare trasposizione, ovvero convertirsi da primari a secondari e terziari, dando quindi un prodotto diverso da quello desiderato.

## Reazione di Friedel-Crafts acilica
Il benzene - o un suo derivato - reagisce con uno ione acile generato in situ per reazione tra un alogenuro acilico con cloruro d'alluminio anidro o cloruro ferrico.
Dalla reazione si ottiene un chetone che, essendo meno reattivo del composto di partenza nelle condizioni di reazione, non subisce ulteriori sostituzioni; inoltre, a differenza del caso precedente, i cationi acilici non subiscono trasposizione.